# Alice White
Alice White (nascida Alva White; 25 de agosto de 1904 - 19 de fevereiro de 1983) foi uma atriz de cinema americana. Sua carreira abrangeu os últimos filmes mudos e os primeiros filmes sonoros.

## Vida
White nasceu de pais franceses e italianos. Sua mãe era Catherine "Kate" Alexander, uma corista, e seu pai era Audley White, um vendedor de papel. Audley abandonou a família quando era bebê e Catherine morreu em 1915. Alice foi criada por seus avós maternos em Paterson, Nova Jersey, e frequentou escolas em Paterson e East Orange, Nova Jersey. Seu avô era dono de um negócio de frutas.

## Carreira
Depois de deixar a escola, White tornou-se secretária e "roteiro" do diretor Josef von Sternberg. Ela também trabalhou como telefonista no Hollywood Writers' Club. Depois de entrar em conflito com von Sternberg, White saiu para trabalhar para Charlie Chaplin, que decidiu em pouco tempo colocá-la na frente da câmera.
Sua personalidade borbulhante e vivaz levou a comparações com Clara Bow, mas a carreira de White demorou a progredir. Em seu livro Silent Films, 1877-1996: A Critical Guide to 646 Movies, Robert K. Klepper escreveu: "Alguns críticos disseram que a Sra. White era uma Clara Bow de segunda linha. Na verdade, a Sra. White tinha seu próprio tipo de charme, e era uma atriz encantadora em sua própria maneira única. Enquanto Clara Bow interpretou a melindrosa ruiva por excelência, Alice White era mais uma loira borbulhante e vivaz."
Depois de interpretar uma sucessão de melindrosas e garimpeiros, ela atraiu a atenção do diretor e produtor Mervyn LeRoy, que viu potencial nela. Sua estréia na tela foi em The Sea Tiger (1927). Seus primeiros filmes incluíram Show Girl (1928), que teve acompanhamento musical Vitaphone, mas sem diálogo, e sua sequência musical Show Girl in Hollywood (1930), ambos lançados pela Warner Brothers e ambos baseados em romances de J.P. McEvoy. Nestes dois filmes, White apareceu como Dixie Dugan. Em outubro de 1929, McAvoy começou a história em quadrinhos Dixie Dugan com o personagem Dixie tendo um penteado de "capacete" e aparência semelhante à atriz Louise Brooks. White também usou os serviços da 'escultora de beleza' de Hollywood Sylvia de Hollywood para ficar em forma.
White foi destaque em The Girl from Woolworth's (1929), tendo o papel de um balconista cantor no departamento de música de uma loja de Woolworth's. Karen Plunkett-Powell escreveu em seu livro Remembering Woolworth's: A Nostalgic History of the World's Most Famous Five-and-Dime: "A First National Pictures produziu este musical de 60 minutos como uma vitrine para a atriz Alice White".

## Carreira posterior
Ela deixou os filmes em 1931 para melhorar suas habilidades de atuação, retornando em 1933 apenas para ter sua carreira prejudicada por um escândalo que eclodiu sobre seu envolvimento com o ator Jack Warburton e o futuro marido Sy Bartlett. Embora mais tarde ela se casou com Bartlett, sua reputação foi manchada e ela apareceu apenas em papéis coadjuvantes depois disso, incluindo Jimmy the Gent (1934) com James Cagney e Bette Davis. Em 1937 e 1938, seu nome estava no final das listas de elenco. Ela fez sua última aparição no cinema em Flamingo Road (1949) e, eventualmente, voltou a trabalhar como secretária.

## Vida Pessoal
Em 1933 Alice e seu noivo, o roteirista americano Sidney Bartlett foram acusados de arranjar o espancamento do ator britânico John Warburton. Alice e Warburton tiveram um caso de amor que terminou quando ele a espancou tanto que ela precisou de cirurgia plástica. Um grande júri em Los Angeles decidiu não acusar Bartlett ou White; no entanto, a má publicidade prejudicou a carreira de Alice.
White casou-se com Sidney Bartlett em 3 de dezembro de 1933, em Magdalena, México. Ela pediu o divórcio em 1937 alegando que ele "ficou longe de casa" e recebeu US$ 65 por semana em pensão alimentícia.
White casou-se com o escritor de cinema John Roberts em 24 de agosto de 1940. Eles se divorciaram em 18 de abril de 1949, em Los Angeles. No ano seguinte, ela o processou por pensão alimentícia não paga.

## Morte

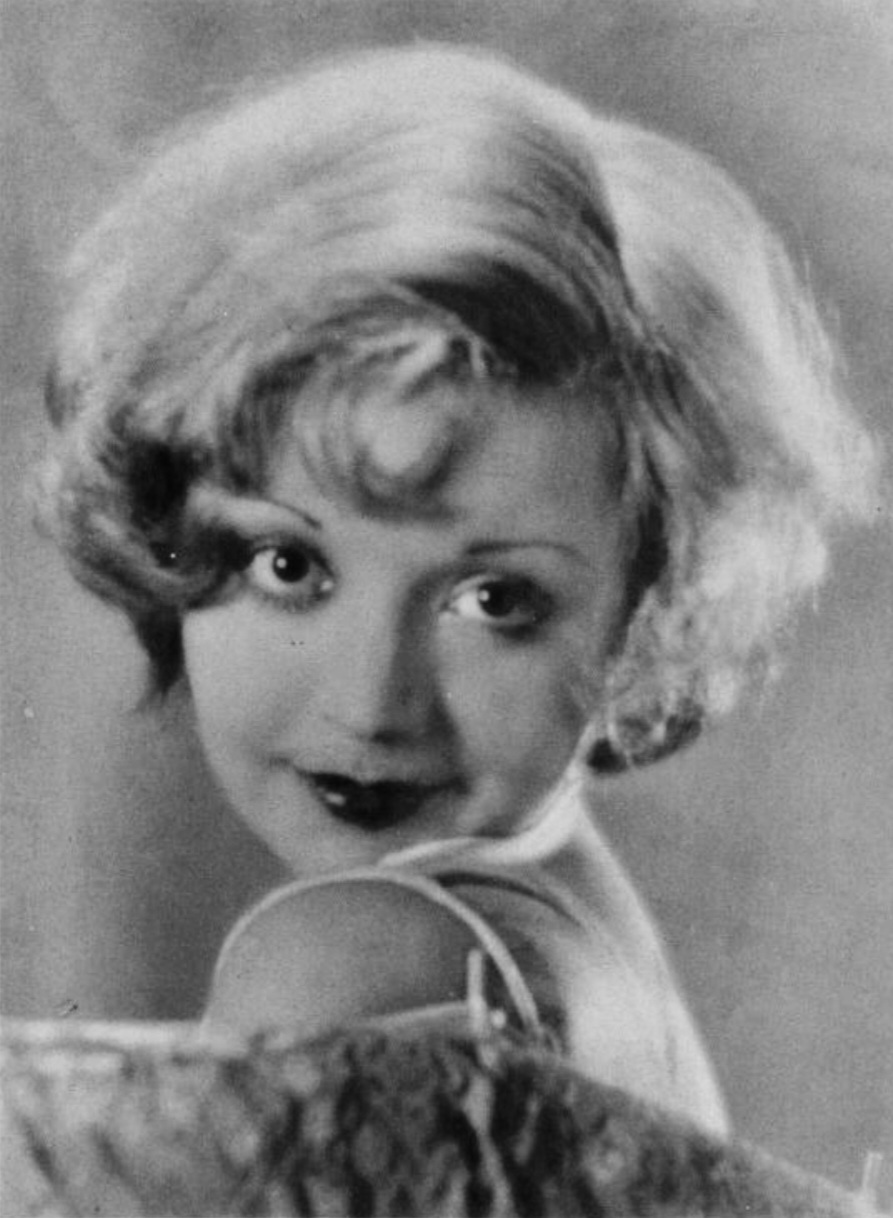
Alice White.

White morreu de complicações de um derrame em 19 de fevereiro de 1983, aos 78 anos. Ela foi enterrada no Valhalla Memorial Park em North Hollywood.

## Prêmios
White tem uma estrela em 1511 Vine Street na seção de filmes da Calçada da Fama de Hollywood. Foi dedicado em 8 de fevereiro de 1960.

## Filmografia
| Filmes             | Filmes                            | Filmes                            | Filmes                    |
| Ano                | Filme                             | Papel                             | Observações               |
| ------------------ | --------------------------------- | --------------------------------- | ------------------------- |
| 1927               | The Sea Tiger                     | Manuella                          | Filme Perdido             |
| 1927               | The Satin Woman                   | Jean Taylor Jr.                   |                           |
| 1927               | American Beauty                   | Claire O'Riley                    | Filme Perdido             |
| 1927               | Breakfast at Sunrise              | Loulou                            |                           |
| 1927               | The Private Life of Helen of Troy | Adraste                           | Inconcompleto             |
| 1927               | The Dove                          | Bit part                          | Incompleto (Sem créditos) |
| 1928               | Gentlemen Prefer Blondes          | Dorothy Shaw                      | Filme Perdido             |
| 1928               | Mad Hour                          | Aimee                             | Filme Perdido             |
| 1928               | Lingerie                          | Angele Ree ('Lingerie')           |                           |
| 1928               | The Big Noise                     | Sophie Sloval                     | Filme Perdido             |
| 1928               | Harold Teen                       | Giggles Dewberry                  |                           |
| 1928               | Three-Ring Marriage               | Trapeze Performer                 |                           |
| 1928               | Show Girl                         | Dixie Dugan                       |                           |
| 1928               | Naughty Baby                      | Rosalind McGill                   |                           |
| 1929               | Hot Stuff                         | Barbara Allen                     |                           |
| 1929               | Broadway Babies                   | Delight "Dee" Foster              |                           |
| 1929               | The Girl from Woolworth's         | Pat King                          | Filme Perdido             |
| 1929               | The Show of Shows                 | Herself                           |                           |
| 1930               | Playing Around                    | Sheba Miller                      |                           |
| 1930               | Show Girl in Hollywood            | Dixie Dugan                       |                           |
| 1930               | Sweet Mama                        | Goldie                            |                           |
| 1930               | Sweethearts on Parade             | Helen                             |                           |
| 1930               | The Widow from Chicago            | Polly                             |                           |
| 1931               | The Naughty Flirt                 | Katherine Constance "Kay" Elliott |                           |
| 1931               | Murder at Midnight                | Esme Kennedy                      |                           |
| 1933               | Employees' Entrance               | Polly Dale                        |                           |
| 1933               | Luxury Liner                      | Milli Lensch                      |                           |
| 1933               | Picture Snatcher                  | Allison                           |                           |
| 1933               | King for a Night                  | Evelyn                            |                           |
| 1934               | Cross Country Cruise              | May                               |                           |
| 1934               | Jimmy the Gent                    | Mabel                             |                           |
| 1934               | A Very Honorable Guy              | Hortense                          |                           |
| 1934               | Gift of Gab                       | Margot                            |                           |
| 1934               | Secret of the Chateau             | Didi Bonfee                       |                           |
| 1935               | Sweet Music                       | Lulu Betts Malone                 |                           |
| 1935               | Coronado                          | Violet Wray Hornbostel            |                           |
| 1937               | Big City                          | Peggy Delvin                      |                           |
| 1937               | Telephone Operator                | Dottie Stengal                    |                           |
| 1938               | King of the Newsboys              | Dolly                             |                           |
| 1938               | Annabel Takes a Tour              | Marcella, Hotel Manicurist        |                           |
| 1941               | The Night of January 16th         |                                   | Sem Créditos              |
| 1942               | Girls' Town                       | Nicky                             |                           |
| 1949               | Flamingo Road                     | Gracie                            |                           |
| 1950               | International Burlesque           |                                   |                           |
| Pequenas Aparições |                                   |                                   |                           |
| Ano                | Nome                              | Papel                             | Observações               |
| 1933               | Hollywood on Parade No. A-12      |                                   |                           |
| 1934               | Hollywood on Parade No. B-6       |                                   |                           |
| 1934               | The Hollywood Gad-About           |                                   |                           |
| 1935               | A Trip Thru a Hollywood Studio    |                                   |                           |
| 1935               | Broadway Highlights No. 2         |                                   |                           |